# Тагаев, Кадыр
Кадыр Такаев (1891 год — 1980 год) — старший табунщик колхоза «Келен-Тюбе» Аральского района Кзыл-Ординской области, Казахская ССР. Герой Социалистического Труда (1948).
Родился в 1891 году в бедной казахской семье. Трудовую деятельность начал в коневодстве. С 1938 года работал в колхозе «Келен-Тюбе» Аральского района. За десять лет своей работы вырастил 670 жеребят. 
В 1947 году вырастил 55 жеребят от 55 кобыл. В 1948 году удостоен звания Героя Социалистического Труда «за получение высокой продуктивности животноводства в 1947 году при выполнении колхозом обязательных поставок сельскохозяйственных продуктов и плана развития животноводства».
Скончался в 1980 году.
Награды
- Герой Социалистического Труда — указом Президиума Верховного Совета СССР от 23 июля 1948 года
- Орден Ленина